# Lynne Truss
Lynne Truss (Kingston upon Thames, 31 maggio 1955) è una scrittrice e giornalista britannica.

## Biografia
Dopo essersi laureata in letteratura all'University College di Londra, Lynne Truss a partire dagli anni 2000 ha alternato la sua carriera da giornalista con quella da scrittrice, lavorando per sei anni per il The Times. Nel 2004 grazie alla sua opera Eats, Shoots & Leaves ha vinto un British Book Award come libro dell'anno.

## Opere
- (EN) With One Lousy Free Packet of Seed, Hamish Hamilton, ISBN 9780241134108.
- (EN) Tennyson's Gift, Hamish Hamilton, 1996, ISBN 0241135214.
- (EN) Going Loco, Review, 1999, ISBN 0747259658.
- (EN) Eats, Shoots & Leaves: The Zero Tolerance Approach to Punctuation, Profile Books, 2003, ISBN 1861976127.
- (EN) Cat Out of Hell, Hammer, 2014, ISBN 9780099585343.
- (EN) The Lunar Cats, Century, 2016, ISBN 9780965509176.
- (EN) A Shot in the Dark, Raven Books, 2018, ISBN 9781408890516.
- (EN) The Man That Got Away: A Constable Twitten Mystery, Raven Books, 2019, ISBN 9781635570731.
- (EN) Murder by Milk Bottle (A Constable Twitten Mystery), Bloomsbury Publishing, 2014, ISBN 9781526609793.